# Gare de Sart-les-Moines
La gare de Sart-les-Moines est une ancienne halte ferroviaire belge de la ligne 121, de Lambusart à Courcelles-Centre se trouvant à Sart-les-Moines sur l'ancienne commune de Gosselies, rattachée à la ville de Charleroi, en Région wallonne dans la province de Hainaut.
Mise en service en 1888 par les Chemins de fer de l’État belge pour desservir le quartier situé entre le Canal de Charleroi et le prieuré Saint-Michel de Sart-les-Moines, elle ferme aux voyageurs peu après la Seconde Guerre mondiale (au plus tard pour 1949).

## Situation ferroviaire
La halte de Sart-les-Moines était établie au point kilométrique (PK) 18,8 de la ligne 121, de Lambusart à Y Wilbeauroux entre la bifurcation de Malavée et la halte de Wilbeauroux.

## Histoire
L’Administration des chemins de fer de l’État belge met en service le 5 août 1880 la section de Jumet (Malavée) à Wilbeauroux, permettant l'ouverture dans sa totalité de la ligne 121, faisant partie de la ceinture ferroviaire de Charleroi. Le 3 janvier 1888, un point d'arrêt est inauguré à Sart-les-Moines, non loin du viaduc métallique sur le Canal de Bruxelles à Charleroi qui suit alors le cours du ruisseau Piéton, avec une série de méandres.
La construction du bâtiment des recettes est adjugée le 5 août 1897 dans la gare de Binche, pour un prix d'environ 3 500 francs.
Cette section de la ligne n'a jamais été mise à double voie. Le trafic voyageurs est suspendu à la fin des années 1940 et cette section de la ligne ferme dans la foulée. Le pont sur l'ancien canal avait déjà disparu en 1952. Dans les années 1950-1960, le cours du canal est rectifié avec une tranchée coupant en deux le quartier de Sart-les-Moines. Un bâtiment agricole a été construit dans l'ex-tranchée ferroviaire en direction de Jumet.

## Patrimoine ferroviaire
Le bâtiment des recettes et la maison de garde-barrière ont été reconverties en habitation. Ces deux constructions, implantées à moins de 2 m l'une de l'autre, sont de type standard État belge. Le bâtiment des voyageurs, plus large, étant apparenté aux haltes de plan type 1893 mais sans corps de logis ni dépendances ; ces fonctions restant assurées par la maison du passage à niveau.